# 片田元己
片田 元己（かただ もとみ、1946年 -）は科学者。理学博士（広島大学）。広島大学理学部化学科卒業。広島大学大学院化学専攻修士課程修了。広島大学大学院化学専攻博士課程退学。東京都立大学 (1949-2011)助手、東京都立大学 (1949-2011)助教授を経て現在首都大学東京（東京都立大学 (1949-2011)）教授。主な著作に「メスバウアー分光学－基礎と応用」(96年・学会出版センター)があり､Mossbauer spectroscopy of iron oxides and related compounds, J. Radioanal. Nucl. Chem., 246, 7 (00)などメスバウアー分光法を用いた研究論文多数執筆。